# Championnat d'Albanie de football 1952
Navigation
Championnat d'Albanie 1951 Championnat d'Albanie 1953
Le Championnat d'Albanie de football de Kategoria Superiore 1952 est la 13e édition de ce championnat.

## 1ertour

### Groupe A
| Rang | Équipe           | Pts | J  | G  | N | P  | Bp | Bc | Diff |
| ---- | ---------------- | --- | -- | -- | - | -- | -- | -- | ---- |
| 1    | Dinamo Tirana    | 24  | 12 | 12 | 0 | 0  | 46 | 2  | +44  |
| 2    | Puna Korçë       | 16  | 12 | 7  | 2 | 3  | 17 | 10 | +7   |
| 3    | Puna Durrës      | 13  | 12 | 5  | 3 | 4  | 11 | 14 | -3   |
| 4    | Spartaku Shkodër | 13  | 12 | 5  | 3 | 4  | 16 | 18 | -2   |
| 5    | Puna Kavajë      | 10  | 12 | 4  | 2 | 6  | 14 | 24 | -10  |
| 6    | Puna Gjirokastër | 6   | 12 | 2  | 2 | 8  | 14 | 22 | -8   |
| 7    | Puna Fier        | 2   | 12 | 0  | 2 | 10 | 6  | 34 | -28  |

|  | Qualifié pour le tour final |
|  | Relégué                     |

### Groupe B
| Rang | Équipe          | Pts | J  | G  | N | P | Bp | Bc | Diff |
| ---- | --------------- | --- | -- | -- | - | - | -- | -- | ---- |
| 1    | Partizan Tirana | 24  | 12 | 12 | 0 | 0 | 64 | 3  | +61  |
| 2    | Puna Shkodër    | 18  | 12 | 9  | 0 | 3 | 46 | 7  | +39  |
| 3    | Puna Vlorë      | 15  | 12 | 7  | 1 | 4 | 24 | 21 | +3   |
| 4    | Puna Berat      | 14  | 12 | 6  | 2 | 4 | 25 | 21 | +4   |
| 5    | Spartaku Korçë  | 5   | 12 | 2  | 1 | 9 | 10 | 45 | -35  |
| 6    | Puna Lushnja    | 5   | 12 | 2  | 1 | 9 | 8  | 47 | -39  |
| 7    | Puna Lezhë      | 3   | 12 | 0  | 3 | 9 | 7  | 40 | -33  |

|  | Qualifié pour le tour final |
|  | Relégué                     |

### Groupe C
| Rang | Équipe                                              | Pts | J  | G | N | P | Bp | Bc | Diff |
| ---- | --------------------------------------------------- | --- | -- | - | - | - | -- | -- | ---- |
| 1    | Puna Tirana                                         | 19  | 10 | 9 | 1 | 0 | 40 | 2  | +38  |
| 2    | Dinamo Vlorë                                        | 14  | 10 | 6 | 2 | 2 | 16 | 15 | +1   |
| 3    | Luftëtari i Shkollës e Oficëreve Enver Hoxha Tirana | 11  | 10 | 5 | 1 | 4 | 15 | 10 | +5   |
| 4    | Spartaku Pogradec                                   | 10  | 10 | 4 | 2 | 4 | 9  | 14 | -5   |
| 5    | Puna Elbasan                                        | 5   | 10 | 2 | 1 | 7 | 12 | 32 | -20  |
| 6    | Puna Shijak                                         | 1   | 10 | 0 | 1 | 9 | 4  | 23 | -19  |
| 7    | Spartaku Qyteti Stalin                              | 0   | 0  | 0 | 0 | 0 | 0  | 0  | 0    |

|  | Qualifié pour le tour final |
|  | Relégué                     |

## Tour final
| Rang | Équipe          | Pts | J  | G | N | P | Bp | Bc | Diff |
| ---- | --------------- | --- | -- | - | - | - | -- | -- | ---- |
| 1    | Dinamo Tirana   | 16  | 10 | 7 | 2 | 1 | 27 | 3  | +24  |
| 2    | Partizan Tirana | 15  | 10 | 7 | 1 | 2 | 25 | 8  | +17  |
| 3    | Puna Shkodër    | 12  | 10 | 5 | 2 | 3 | 20 | 19 | +1   |
| 4    | Puna Korçë      | 8   | 10 | 2 | 4 | 4 | 7  | 16 | -9   |
| 5    | Puna Tirana     | 7   | 10 | 3 | 1 | 6 | 14 | 17 | -3   |
| 6    | Dinamo Vlorë    | 2   | 10 | 0 | 2 | 8 | 3  | 33 | -30  |

|  | Champion |
|  | Relégué  |

## Bilan de la saison
| Tableau d'Honneur                 |               |
| Compétition                       | Vainqueur     |
| Championnat d'Albanie de football | Dinamo Tirana |
| Coupe d'Albanie de football       | Dinamo Tirana |

| Promotions et relégations     | |
| Relégués en First Division    | Spartaku Shkodër Puna Kavajë Puna Gjirokastër Puna Fier Puna Berat Spartaku Korçë Puna Lushnja Puna Lezhë Puna Elbasan Puna Shijak Spartaku Qyteti Stalin Dinamo Vlorë |
| Promus en Kategoria Superiore | Dinamo Durrës |